# Кадур
Кадур (фр. Cadours) насеље је и општина у јужној Француској у региону Миди Пирене, у департману Горња Гарона која припада префектури Тулуз.
По подацима из 2011. године у општини је живело 1077 становника, а густина насељености је износила 101,8 становника/km². Општина се простире на површини од 10,58 km². Налази се на средњој надморској висини од 250 метара (максималној 242 m, а минималној 147 m).

## Демографија
| 1962. | 1968. | 1975. | 1982. | 1990. | 1999. | 2011. |
| ----- | ----- | ----- | ----- | ----- | ----- | ----- |
| 687   | 737   | 776   | 687   | 694   | 696   | 1.077 |

График промене броја становника у току последњих година

## Споменици
- Маркет Халл.
- Унутар тржишне сали.
- Црква.
- Рат Спомен.